# Norfolk State University

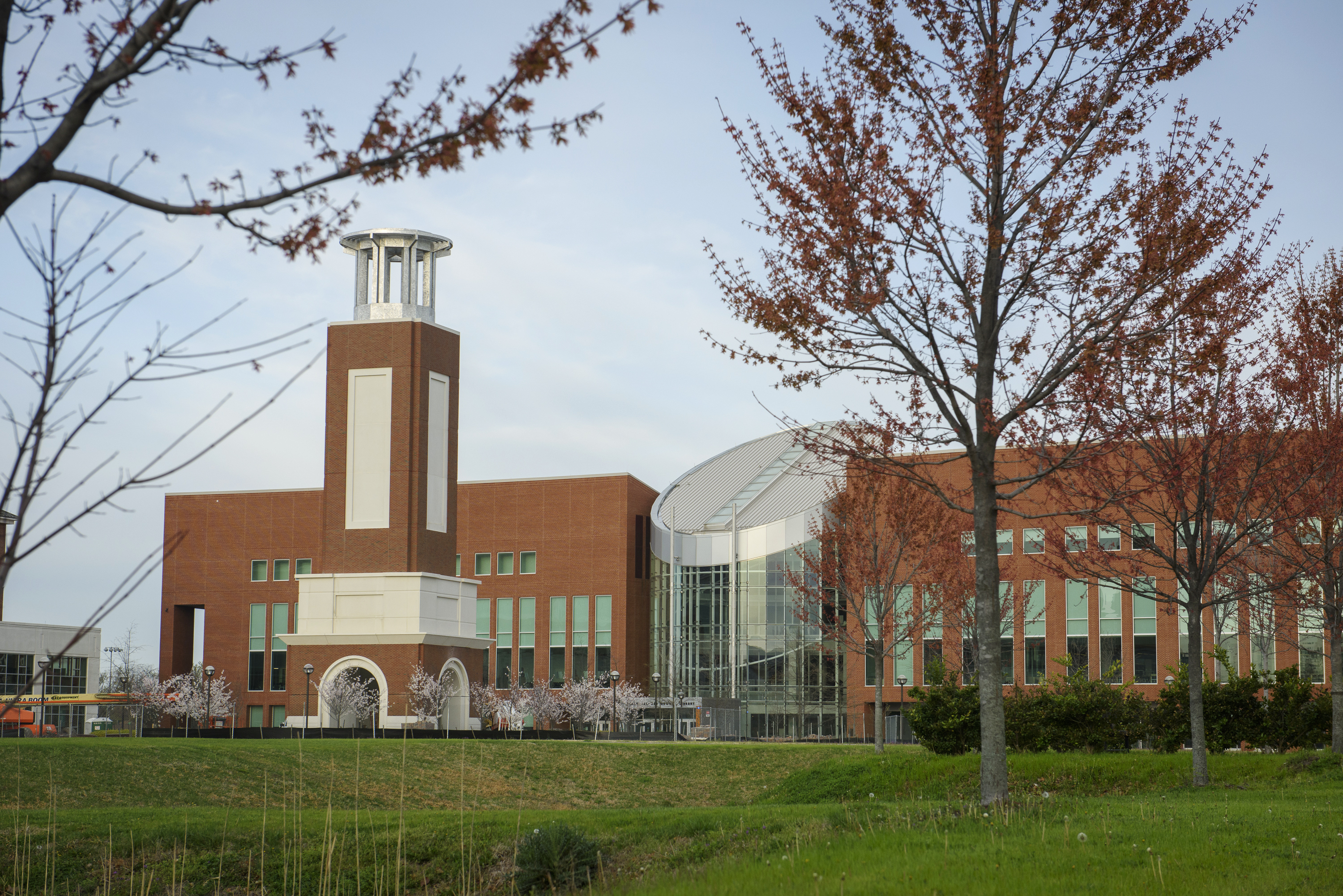
Norfolk State University's Lyman Beecher Brooks Library und Glockenturm (2015)

Die Norfolk State University ist eine staatliche, historische afroamerikanische Universität in Norfolk im US-Bundesstaat Virginia. Sie wurde 1935 als die Norfolk State Unit of Virginia Union University (VUU) gegründet.
1942 wurde die Hochschule unabhängig vom VUU, und erhielt danach den Namen Norfolk Polytechnic College (NPC). Nachdem in Virginia in den darauffolgenden zwei Jahren eine neue Gesetzgebung durchgebracht wurde, wurde sie Teil der Virginia State University (damals Virginia State College), und vergab 1956 ihre ersten akademischen Grade.
Im Jahre 1969 spaltete sich die Akademie vom Virginia State College ab und wurde in Norfolk State College umbenannt. Als die Hochschule 1979 den Rang einer Universität erlangte, erhielt sie ihre jetzige Bezeichnung.
Derzeit sind hier 12.500 Studenten eingeschrieben.

## Studienangebot
Das Studienangebot umfasst unter anderem
- Geisteswissenschaften
- Naturwissenschaften und Technologie
- Pädagogik
- Sozialarbeit
- Wirtschaftswissenschaften

## Sport
Die Sportteams der Norfolk State University sind die Spartans. Die Hochschule ist Mitglied der Mid-Eastern Athletic Conference.

## Alumni & Professoren
- Evelyn J. Fields, Admiral (im Ruhestand) des NOAA Commissioned Officer Corps
- Jedidah Isler, erste afroamerikanische Frau, die 2014 an der Yale University in Astrophysik promovierte
- J. B. Smoove, Schauspieler, Komiker und Autor
- Chandra Sturrup, bahamaische Leichtathletin; Goldmedaille bei den Olympischen Spielen 2000
- Etta Zuber Falconer, Mathematikerin und Hochschullehrerin